# Нижнеелюзанский сельсовет
Нижнеелюзанский сельсовет — сельское поселение в Городищенском районе Пензенской области Российской Федерации.
Административный центр — село Нижняя Елюзань.

## История
Статус и границы сельского поселения установлены Законом Пензенской области от 2 ноября 2004 года № 690-ЗПО «О границах муниципальных образований Пензенской области».

## Население
| 2002  | 2010  | 2012  | 2013  | 2014  | 2015  | 2016  |
| ----- | ----- | ----- | ----- | ----- | ----- | ----- |
| 2582  | ↗2719 | ↘2676 | ↘2643 | ↘2575 | ↘2509 | ↘2459 |
| 2017  | 2018  | 2021  |       |       |       |       |
| ↘2427 | ↘2413 | ↘2330 |       |       |       |       |

## Состав сельского поселения
| № | Населённый пункт | Тип населённого пункта       | Население |
| - | ---------------- | ---------------------------- | --------- |
| 1 | Веденяпино       | село                         | →3        |
| 2 | Иванисовка       | село                         | ↘178      |
| 3 | Лопатино         | село                         | ↗248      |
| 4 | Нижняя Елюзань   | село, административный центр | ↗2290     |